# Liste der Biografien/Asp
Liste der Biografien |
Portal Biografien |
Personensuche
# |
A |
B |
C |
D |
E |
F |
G |
H |
I |
J |
K |
L |
M |
N |
O |
P |
Q |
R |
S |
T |
U |
V |
W |
X |
Y |
Z |
?
 
Aa |
Ab |
Ac |
Ad |
Ae |
Af |
Ag |
Ah |
Ai |
Aj |
Ak |
Al |
Am |
An |
Ao |
Ap |
Aq |
Ar |
As |
At |
Au |
Av |
Aw |
Ax |
Ay |
Az
 
Asa |
Asb |
Asc |
Asd |
Ase |
Asf |
Asg |
Ash |
Asi |
Asj |
Ask |
Asl |
Asm |
Asn |
Aso |
Asp |
Asq |
Asr |
Ass |
Ast |
Asu |
Asv |
Asw |
Asy |
Asz
Die Liste der Biografien führt alle Personen auf, die in der deutschsprachigen Wikipedia einen Artikel haben. Dieses ist eine Teilliste mit 123 Einträgen von Personen, deren Namen mit den Buchstaben „Asp“ beginnt.

## Asp
- Asp, Anna (* 1946), schwedische Artdirectorin und Szenenbildnerin
- Asp, Jonathan (* 2006), dänischer Fußballspieler
- Asp, Pär (* 1982), schwedischer Fußballspieler
- Asp-Johnsson, Kerstin (* 1942), schwedische Diplomatin, Botschafterin in Finnland und Portugal

### Aspa
- Aspa, antiker römischer Toreut
- Aspacher, Eberhard (* 1949), deutscher Koch
- Aspaker, Elisabeth (* 1962), norwegische Politikerin (Høyre), Fylkesmann Troms und Finnmark
- Aspalter, Regina (* 1974), österreichische Landwirtin und Politikerin (ÖVP), Landtagsabgeordnete
- Aspar († 471), oströmischer Heermeister und Patricius alanischer Abstammung
- Asparagus, Fred (1947–1998), US-amerikanischer Schauspieler und Komiker
- Asparuch, Khan der Protobulgaren
- Asparuchow, Georgi (1943–1971), bulgarischer Fußballspieler
- Aspas, Iago (* 1987), spanischer Fußballspieler
- Aspasia, wahrscheinlich eine Griechin
- Aspasia, griechische Philosophin, zweite Frau des PeriklesAspasia

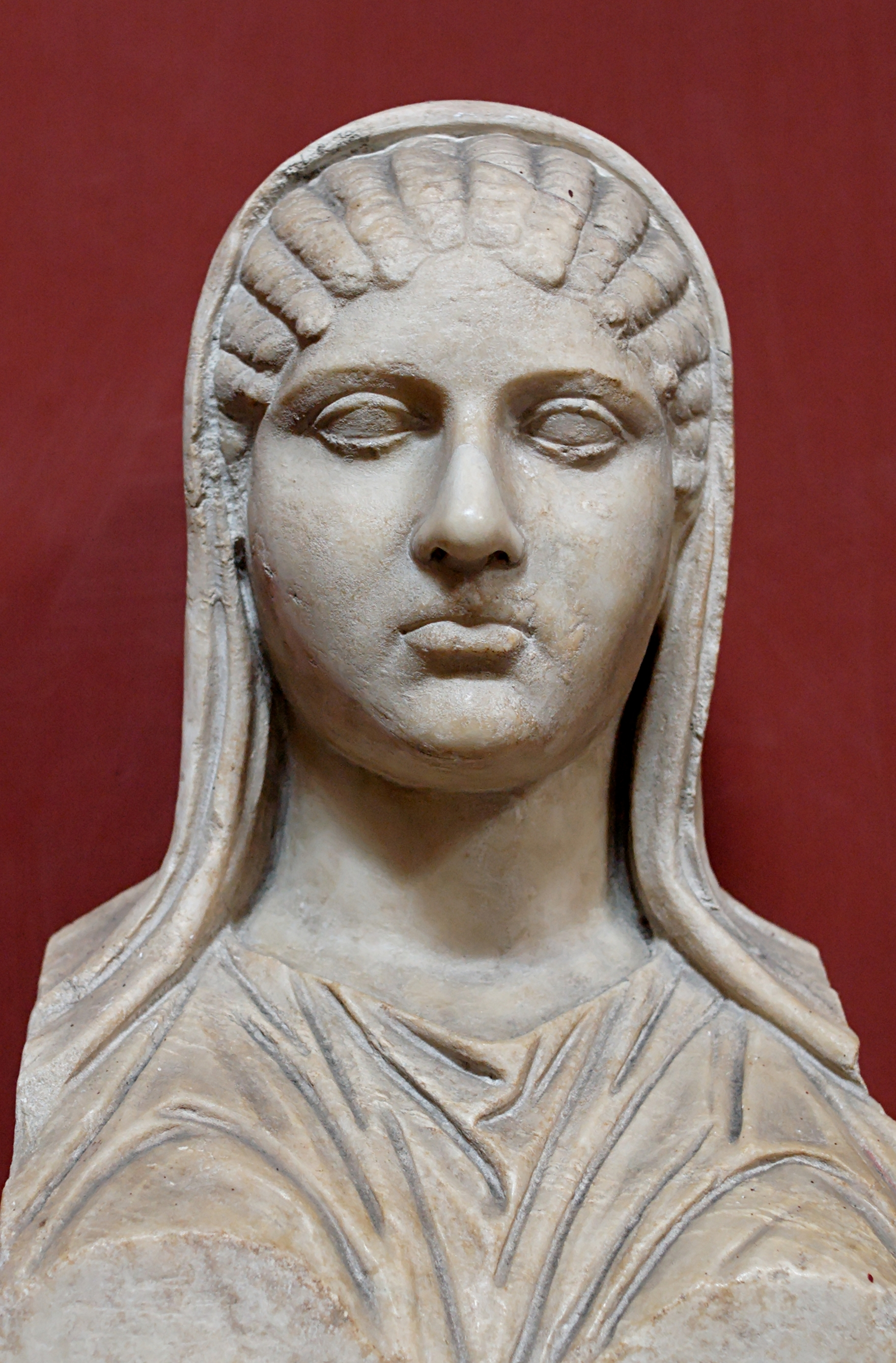
Aspasia

- Aspasia aus Phokaia, Favoritin Kyros des Jüngeren
- Aspasios, griechischer Gemmenschneider
- Aspasios, griechischer Wanderphilosoph
- Aspasios von Ravenna, griechischer Philosoph (Sophist)
- Aspasius von Auch († 560), Abt in der Stadt Auch (Eauze/Gascogne)
- Aspasius von Melun, Bischof und Heiliger
- Aspathines, persischer Adliger
- Aspaturian, Vernon V. (1922–2007), US-amerikanischer Politikwissenschaftler und Hochschullehrer
- Aspazija (1865–1943), lettische Schriftstellerin

### Aspd
- Aspdin, Joseph (1778–1855), britischer Erfinder des Zements

### Aspe
- Aspe, Elisabeth (1860–1927), estnische Schriftstellerin
- Aspe, Pedro (* 1950), mexikanischer Ökonom
- Aspe, Pieter (1953–2021), belgischer Kriminalschriftsteller
- Aspebet, Peter, arabischer Beduine und Bischof
- Aspect, Alain (* 1947), französischer PhysikerAlain Aspect (* 1947)

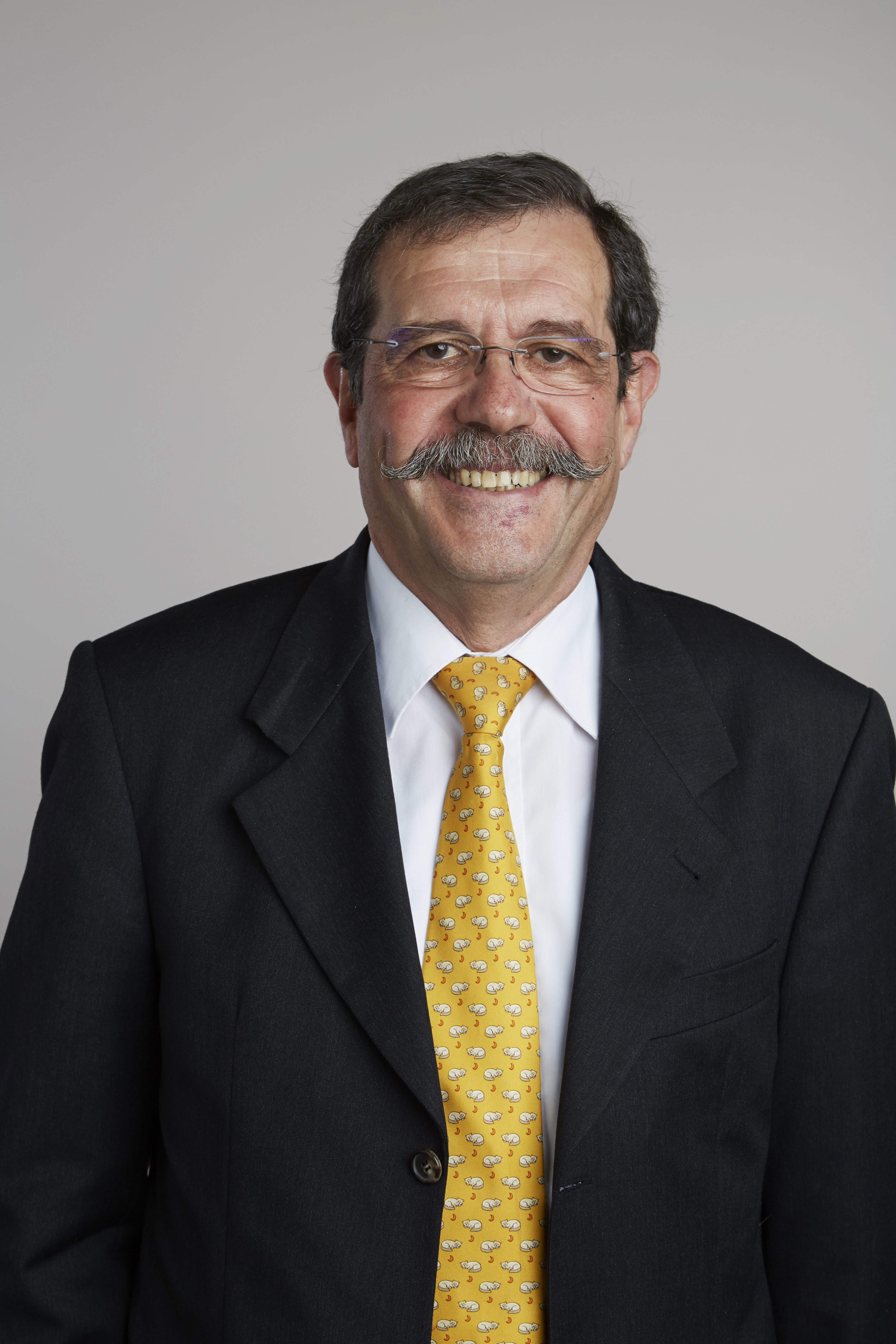
Alain Aspect (* 1947)

- Aspelin Berentzen, Marianne (* 1966), norwegische Curlerin
- Aspelin, Johannes Reinhold (1842–1915), finnischer Archäologe
- Aspelin, Simon (* 1974), schwedischer Tennisspieler
- Aspell, Lilly (* 2007), schottische Schauspielerin und Springreiterin
- Aspelmayr, Franz (1728–1786), österreichischer Komponist
- Aspelmeyer, Markus (* 1974), österreichischer Hochschullehrer, Professor für Physik an der Universität Wien
- Aspelta, nubischer König
- Aspelund, Ami (* 1953), finnlandschwedische Sängerin
- Aspelund, Monica (* 1946), finnische Sängerin
- Aspen, Jennifer (* 1973), US-amerikanische Schauspielerin
- Aspenbäck, Edwin (* 2000), schwedischer Handballspieler
- Aspenes, Sverre Dahlen (* 1997), norwegischer Biathlet
- Aspenström, Werner (1918–1997), schwedischer Lyriker und Essayist
- Asper, Andrew, US-amerikanischer Schauspieler
- Asper, Ferdinand (1895–1950), deutscher Schauspieler
- Asper, Hans (1499–1571), Schweizer Maler
- Asper, Hans Konrad (1588–1666), Münchner Baumeister
- Asper, Izzy (1932–2003), kanadischer Politiker und Medienunternehmer
- Asper, Joel Funk (1822–1872), US-amerikanischer Politiker
- Asper, Markus (* 1968), deutscher Altphilologe
- Asper, Mattias (* 1974), schwedischer Fußballtorhüter
- Asperen, Bob van (* 1947), niederländischer Cembalist, Organist und Dirigent
- Asperger, Hans (1906–1980), österreichischer Kinderarzt und HeilpädagogeHans Asperger (1906–1980)

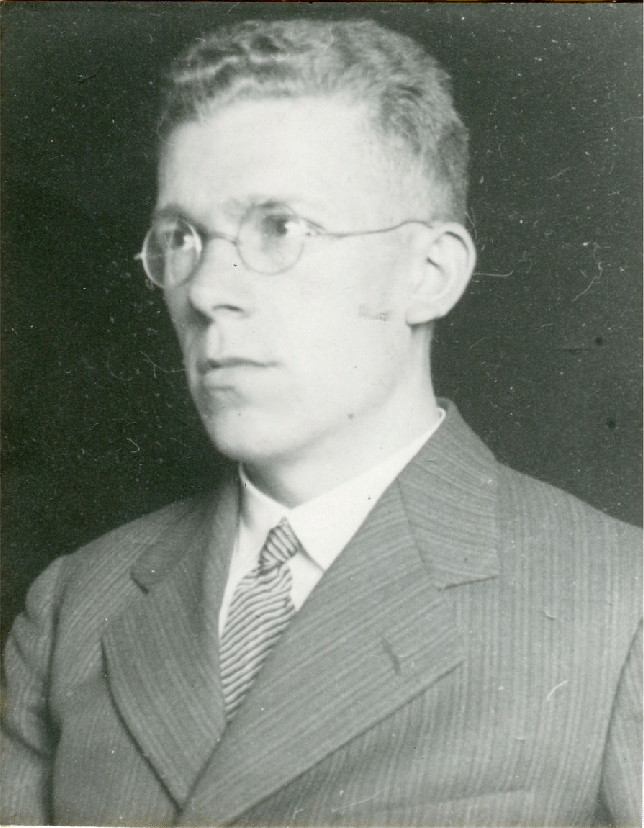
Hans Asperger (1906–1980)

- Asperger, Max (1864–1924), deutscher Maler
- Asperlin, Heinrich († 1457), Schweizer römisch-katholischer Geistlicher und Bischof von Sitten
- Aspern, Friedrich von (1811–1890), deutscher Arzt und Historiker
- Aspert von Velden († 893), Bischof von Regensburg
- Aspertini, Amico († 1552), italienischer Maler der Renaissance und des Manierismus
- Aspery, Ron (1943–2003), britischer Fusionmusiker
- Aspetti, Tiziano (1559–1606), italienischer Bildhauer

### Asph
- Asph, Karl-Åke (* 1939), schwedischer Skilangläufer
- Asphalt, David (* 1984), deutscher Sänger und Rapper
- Asphaug, Martin (* 1950), norwegischer Drehbuchautor und Filmregisseur
- Asphjell, Jorodd (* 1960), norwegischer Politiker
- Asphol, Halvor (* 1961), norwegischer Skispringer

### Aspi
- Aspiazu Rubina, Mikel Garikoitz (* 1973), baskischer Terrorist der ETA
- Aspin, John (1872–1933), britischer Segler
- Aspin, Les (1938–1995), US-amerikanischer Politiker (Demokrat), Verteidigungsminister
- Aspin, Michael (* 1989), englischer Fußballspieler
- Aspinall, Jessie (1880–1953), australische Ärztin
- Aspinall, Michael (* 1939), britischer Musikwissenschaftler und Parodist
- Aspinall, Natalie (* 1981), englische Fußballschiedsrichterassistentin
- Aspinall, Nathan (* 1991), englischer DartspielerNathan Aspinall (* 1991)

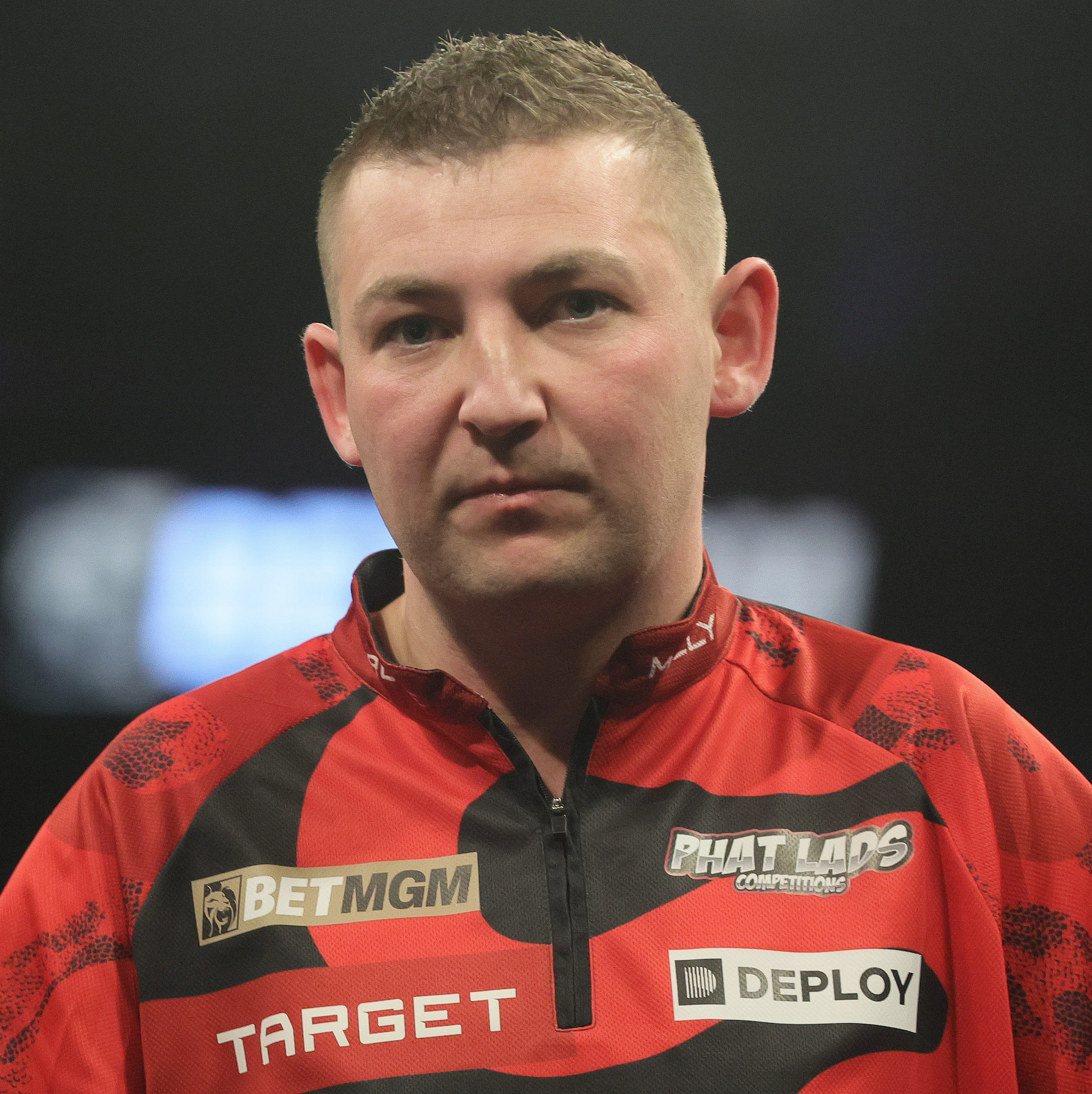
Nathan Aspinall (* 1991)

- Aspinall, Neil (1941–2008), britischer Veranstaltungstechniker, Musiker und Geschäftsführer
- Aspinall, Owen (1927–1997), US-amerikanischer Politiker
- Aspinall, Phillip (* 1959), australischer Geistlicher, Primas der Anglican Church of Australia
- Aspinall, Tom (* 1993), Mixed Martial Arts Kämpfer aus England
- Aspinall, Warren (* 1967), englischer Fußballspieler
- Aspinall, Wayne N. (1896–1983), US-amerikanischer Politiker
- Aspinwall, Jack (1933–2015), britischer Politiker (Liberal Party, Conservative Party), Mitglied des House of Commons
- Aspinwall, Nan (1880–1964), US-amerikanische Reiterin
- Aspinwall, Paul S. (* 1964), britischer theoretischer Physiker und Mathematiker
- Aspiotis, Georgios, griechischer Radsportler, Olympiateilnehmer
- Aspiras, Frederic (* 1976), US-amerikanischer Friseur, Perückenmacher und Visagist

### Aspl
- Aspland, Robin (* 1961), britischer Jazzmusiker
- Asplin, Sofie (* 1996), norwegische Schauspielerin und Synchronsprecherin
- Asplund, Bengt (* 1957), schwedischer Radrennfahrer
- Asplund, Carl-Erik (1923–2024), schwedischer Eisschnellläufer
- Asplund, Gunnar (1885–1940), schwedischer ArchitektGunnar Asplund (1885–1940)

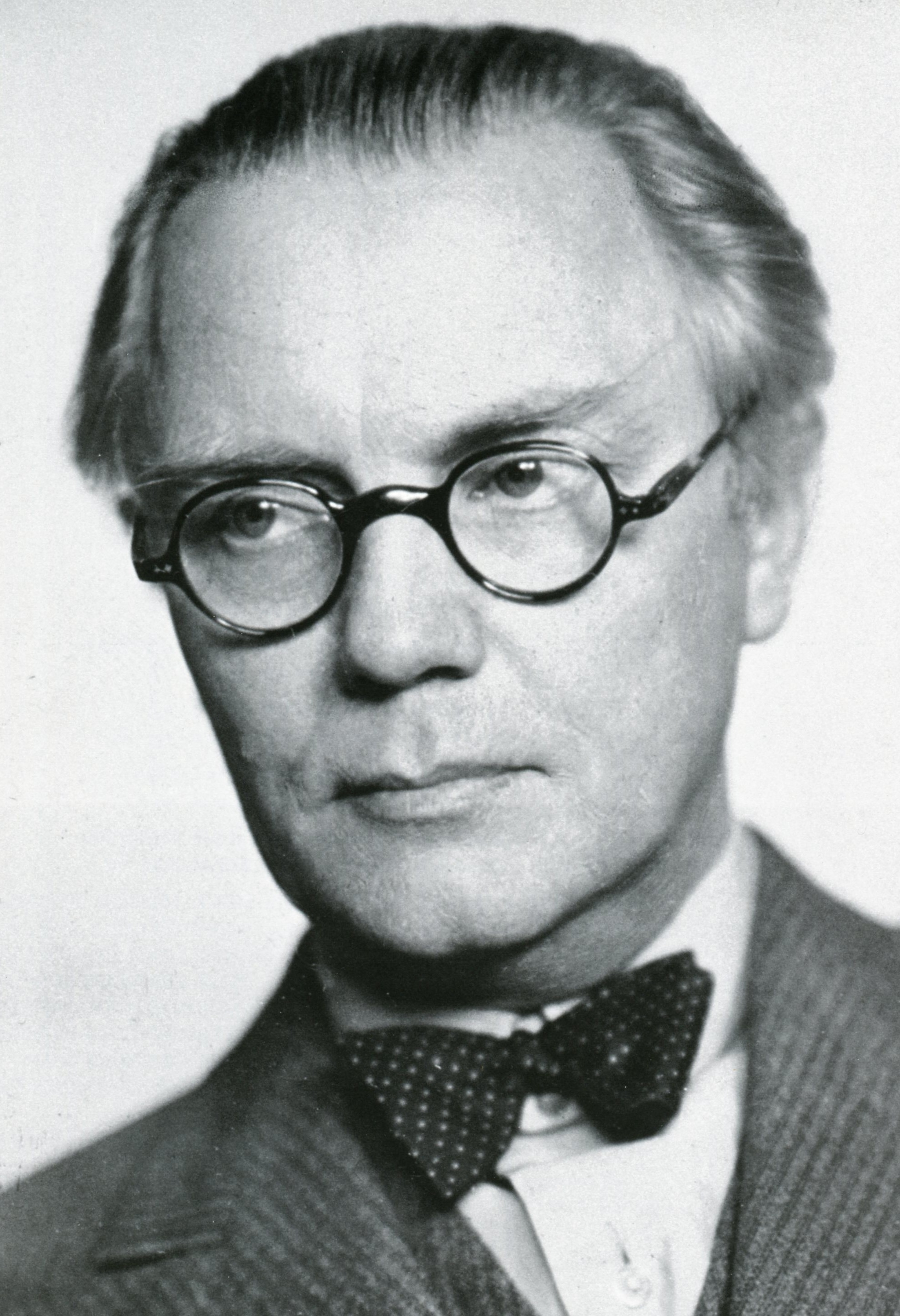
Gunnar Asplund (1885–1940)

- Asplund, Hans (1921–1994), schwedischer Architekt und Professor an der Technischen Hochschule in Lund
- Asplund, Harald (1831–1904), schwedischer Ingenieur
- Asplund, Johan (1937–2018), schwedischer Soziologe
- Asplund, Josefin (* 1991), schwedische FilmschauspielerinJosefin Asplund (* 1991)

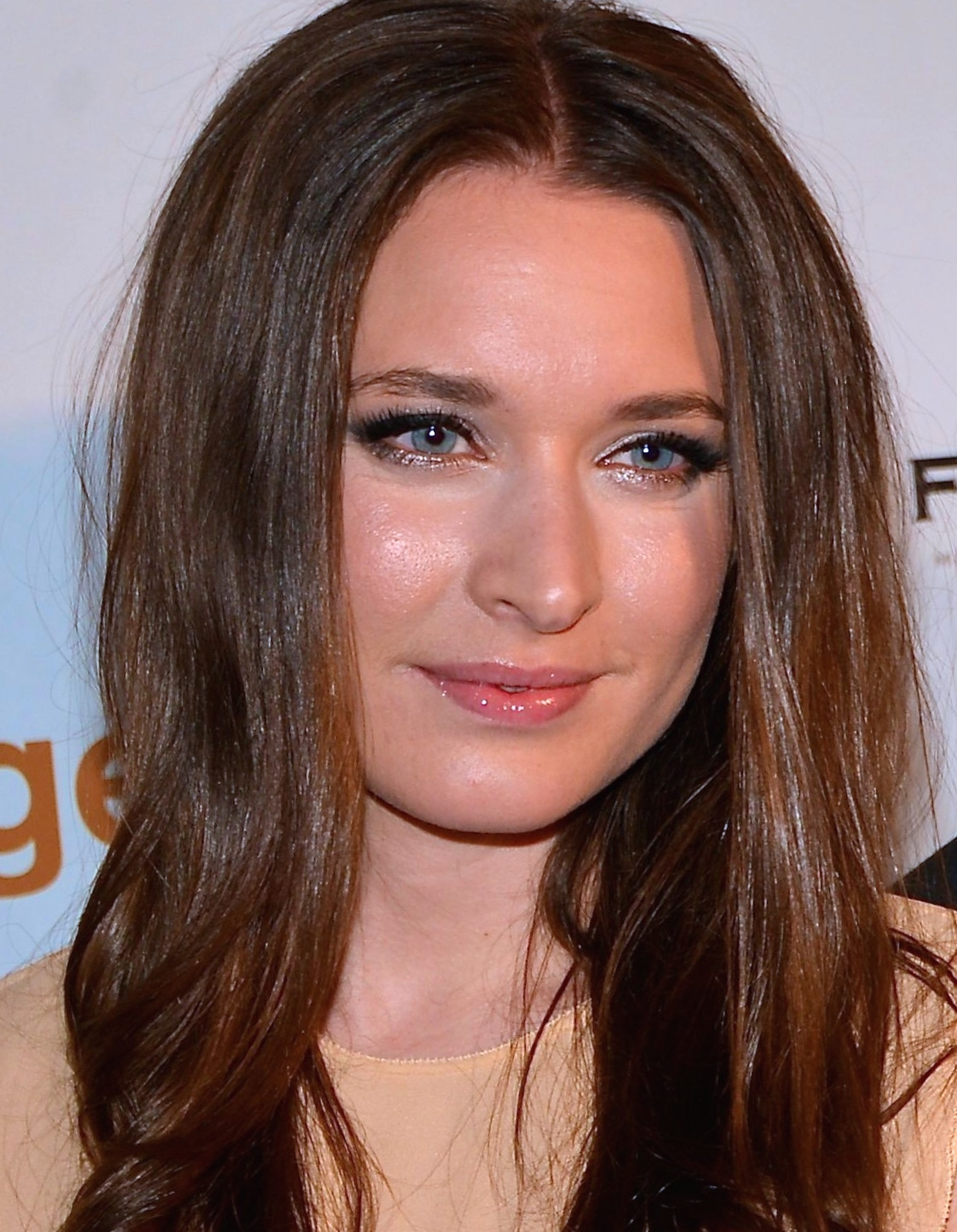
Josefin Asplund (* 1991)

- Asplund, Karl (1890–1978), schwedischer Dichter, Kunsthistoriker, Schriftsteller und Übersetzer
- Asplund, Lillian (1906–2006), US-amerikanische Überlebende des Untergangs der Titanic
- Asplund, Peter (* 1969), schwedischer Jazztrompeter und Komponist
- Asplund, Sven Olof (1902–1984), schwedischer Bauingenieur

### Aspm
- Aspman, Jonas (* 1973), schwedischer Snowboarder

### Aspn
- Aspnes, David (* 1939), US-amerikanischer Physiker

### Aspo
- Aspöck, Herbert (* 1966), österreichischer Landwirt und Politiker (FPÖ, BZÖ), Landtagsabgeordneter
- Aspöck, Horst (* 1939), österreichischer Parasitologe und Entomologe
- Aspöck, Richard (1919–1941), österreichisches Opfer des Aktion T4-Euthanasieprogramms des NS-Regimes
- Aspöck, Robert (1943–2018), österreichischer Rechtsanwalt und Politiker (FPÖ), Landtagsabgeordneter, Abgeordneter zum Nationalrat, Mitglied des Bundesrates
- Aspöck, Ruth (* 1947), österreichische Schriftstellerin
- Aspöck, Ulrike (* 1941), österreichische Entomologin
- Asporça Hatun (1300–1362), Ehefrau des osmanischen Sultans Orhan I.
- Aspourgos, König des Bosporanischen Reiches

### Aspr
- Aspray, William (* 1952), US-amerikanischer Wissenschaftshistoriker
- Aspre, Konstantin Karl d’ (1767–1809), österreichischer General
- Aspremont-Lynden, Ferdinand Gobert von († 1708), General und Feldmarschall
- Aspremont-Lynden, Ferdinand Karl Gobert von (1689–1772), Militärperson
- Asprenas, frühchristlicher Heiliger
- Asprey, Bill (1936–2025), englischer Fußballspieler und -trainer
- Asprey, Dave (* 1973), US-amerikanischer Unternehmer und AutorDave Asprey (* 1973)

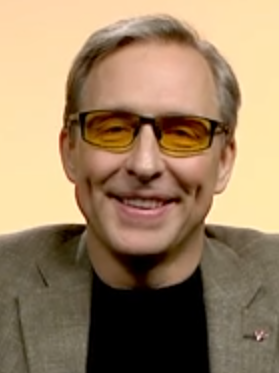
Dave Asprey (* 1973)

- Asprey, George (* 1966), britischer Bühnen-, Film- und Fernsehschauspieler
- Asprey, Winifred (1917–2007), US-amerikanische Mathematikerin und Informatikerin
- Asprilla, Carlos (* 1970), kolumbianischer Fußballspieler
- Asprilla, Danilo (* 1989), kolumbianischer Fußballspieler
- Asprilla, Faustino (* 1969), kolumbianischer Fußballspieler
- Asprin, Robert Lynn (1946–2008), US-amerikanischer Schriftsteller
- Asprogenis, Nikolas (* 1986), zyprischer Fußballspieler
- Asprogerakas, Sotiris (1903–1987), griechischer Fußballschiedsrichter
- Aspromonte, Valerio (* 1987), italienischer Florettfechter und Olympiasieger